# Sekundærrute 581
De Sekundærrute 581 is een secundaire weg in Denemarken. De weg loopt van Øsløs via Tylstrup en Hjallerup naar Nykøbing Mors. De weg wordt gesplitst door de Limfjord, waardoor de weg door reizigers alleen compleet gevolgd kan worden door gebruik van de veerboot bij Tofthuse. De Sekundærrute 581 loopt door Noord-Jutland en is ongeveer 31 kilometer lang.